# جون سو
جون سو (بالإنجليزية: John So)‏ هو رائد أعمال وسياسي أسترالي، ولد في 2 أكتوبر 1946 في الصين. انتخب Lord Mayor of Melbourne ‏ (يوليو 2001 – نوفمبر 2008).